# Scrobipalpa reiprichi
Scrobipalpa reiprichi is een vlinder uit de familie tastermotten (Gelechiidae). De wetenschappelijke naam is voor het eerst geldig gepubliceerd in 1984 door Povolny.
De soort komt voor in Europa.